# Raquet Club Fraccionamiento
Raquet Club Fraccionamiento är en ort i Mexiko.   Den ligger i kommunen Querétaro och delstaten Querétaro Arteaga, i den centrala delen av landet, 190 km nordväst om huvudstaden Mexico City. Raquet Club Fraccionamiento ligger 1 838 meter över havet och antalet invånare är 161.
Terrängen runt Raquet Club Fraccionamiento är kuperad åt nordost, men åt sydväst är den platt. Runt Raquet Club Fraccionamiento är det tätbefolkat, med 762 invånare per kvadratkilometer. Närmaste större samhälle är Santiago de Querétaro, 9,7 km söder om Raquet Club Fraccionamiento. Trakten runt Raquet Club Fraccionamiento består i huvudsak av gräsmarker.